# Bomolochus decapteri
Bomolochus decapteri – gatunek widłonoga z rodziny Bomolochidae. Jako pierwszy opisał go w 1936 roku japoński zoolog Satyu Yamaguti.